# Chawot Jaïr
Chawot Jaïr  (hebräisch חַוּוֹת יָאִיר, arabisch مزرعة يائير, englisch Havot Yair)  ist ein israelischer Außenposten im Westjordanland. Die 1999 völkerrechtlich illegal gegründete Siedlung gehört zur Regionalverwaltung Schomron  und liegt in der Nähe von Nofim (hebräisch נוֹפִים) und Jakir (hebräisch יַקִּיר, arabisch ياكير).

## Name
Der hebräische Name der Siedlung bedeutet „Zeltdörfer des Jaïr “. Chawot Jaïr wurde nach dem biblischen Ort in Dtn 3,14  benannt.